# Eksplozja w Sange
Eksplozja cysterny w Sange – eksplozja typu BLEVE, do której doszło w nocy z 2 na 3 lipca 2010 w wiosce Sange, w prowincji Kiwu Południowe w Demokratycznej Republice Konga.
Do wypadku doszło w nocy z piątku na sobotę w wiosce Sange. Według rzecznika rządu prowincji Kiwu Południowego Vincenta Kabangi, jadąca z Tanzanii cysterna wywróciła się w wiosce. W chwilę po zdarzeniu okoliczni mieszkańcy próbowali ukraść wyciekające paliwo. Nagle doszło do eksplozji, w wyniku której zginęło około 230 osób, w tym także żołnierze sił pokojowych ONZ. Władze ONZ-u podają, że w katastrofie zginęło około 190 osób. Większość z ofiar przebywała w domach i oglądała mistrzostwa świata w piłce nożnej – takiej wypowiedzi udzielił mediom gubernator prowincji Marcellin Cisamvo. W wyniku eksplozji wiele osób zostało poparzonych.